# 地方復興チーム
地方復興チーム（ちほうふっこうちーむ、Provincial Reconstruction Team、PRT）とは、大規模な戦闘終結後の治安の悪い地域での復興を助けるための国外勢力による組織であり、アフガニスタンとイラクに個別に存在する。
2001年末、あるいは2002年初頭にアメリカ合衆国政府によってアフガニスタンに創設された組織が最初であり、軍人や外交官といった復興活動の専門家からなる部隊によって、治安の不安定な状況下での復興活動を目的とする。その後イラクでも作られ、2008年現在も両国で活動している。いずれのPRTも理念と目的は同じであるが、組織構成と任務は異なっている。現地政府の国土統治能力を高めることを共通の目的とする。地域復興チーム、地域復興支援チーム、地方復興支援チームとも呼ばれる。
PRTは、もともとアフガニスタンの首都カーブル以外の地方に於ける復興活動を促進する目的で米軍によって創設、運営されてきたが、アフガニスタン復興支援活動へのNATOの参加を受けて、いくつかのPRTの指揮権は米国からISAF下のこれらの国々へ移譲された。

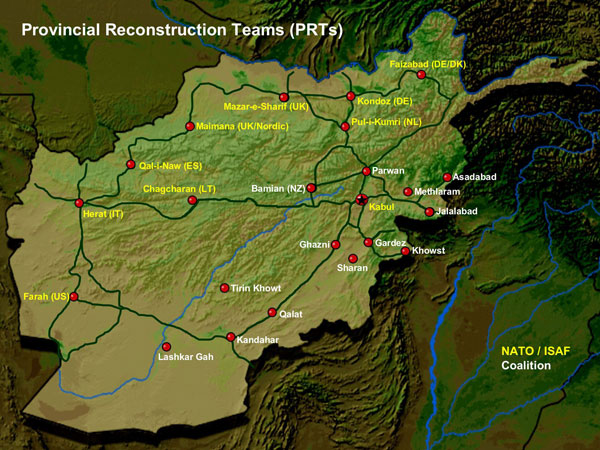
アフガニスタンで展開するPRTの配置

## 組織
PRTは軍人（米軍民事部、軍隊警護など）、文民警察顧問、米国（あるいは他国の）政府の外務省の代表者からなる。米国の率いるPRTには大抵、米国国際開発庁、米国国務省、米国農務省、米国司法省の代表がいる。彼らは「パブリック・ディプロマシー」と広報要員により支えられている。
アフガニスタンのPRTは、多くが中佐階級の軍人によって指揮されており、民事部隊と護衛の州兵小隊を率いている。一般に、スタッフは1部隊につき80人から100人である。特定の政府機関や組織が主導するのではなく、PRTの方針を決めるのは、米国の政府職員と米軍の司令官が組織する対等な委員会が、すべての協力機関から専門的な意見を引き出すことで行なわれる。アフガニスタンでの活動は、中央政府の統治地域を地方へ拡大させていくことに重点が置かれている。
イラクの1つのPRTは、その長はアメリカ国務省へ報告を行う文民であり、副長は一般に軍人である。チーム内に民事担当職員がいる限りは、文民のほうが軍人より多い。PRTの機能は司法から、再建と開発、農業、行政にまで及ぶ。いくつかのイラクのPRTは、同じ施設内の旅団戦闘団（BCT）に組み込まれている（ePRT）。BCTは文民チームの安全確保の責任を負っている。アフガニスタンとは対照的に、イラクのPRTが重点を置くのは地方自治における政府の統治能力を構築することである。

## 歴史
PRTは2006年10月5日以来、NATOの率いるISAFのミッションの一部であった。最初のPRTはアフガニスタン共和国パクティヤー州のガルデーズでのもので、米国特殊部隊"A"チームと同居していた。民事部隊は現地人や部族長と毎日のように接触していた。米陸軍第82空挺師団第504歩兵連隊第2大隊からの分遣隊が、敷地内と周囲の安全を図っていた。2003年2月1日にこのPRTが完全に稼働したとき、トーマス・プラスター (Thomas Praster) は唯一の文民だった。3月末に元米陸軍中佐ランドルフ・ハンプトン (Randolph Hampton) が加わった。ハンプトンは、パクティヤー州、ホースト州、ガズニー州の全地域における学校と病院の再建を監視する米国国際開発庁との契約で働いていた。
100×125フィートの泥壁で囲まれた敷地は、105ミリロケットや対戦車擲弾発射筒などによって35回以上の攻撃を受るなど、安全確保は常に課題であった。このPRTの主導権はアフガニスタン全土に及ぶ復興と和解のプログラムの目的のために、殆どの州全域に拡大されてきた。最初のPRTは将来のPRTのアフガン全域に於ける主導権に重要な土台をつくった。
大多数の米PRT要員の訓練はノースカロライナ州フォートブラッグで行われ、この訓練はPRTの訓練を専門とする第189歩兵旅団によって監督されている。第158歩兵旅団を含む他の部隊は、PRTを12チーム1組として同時に訓練する第189歩兵旅団の応援をしている。この訓練は場所にかかわらず6週間から3ヶ月であった。

## アフガニスタンのPRT
2008年11月現在、アフガニスタンには26のPRTがおり、それらは、米国かISAF参加国のいずれかに指揮されている。

### 北部方面司令部

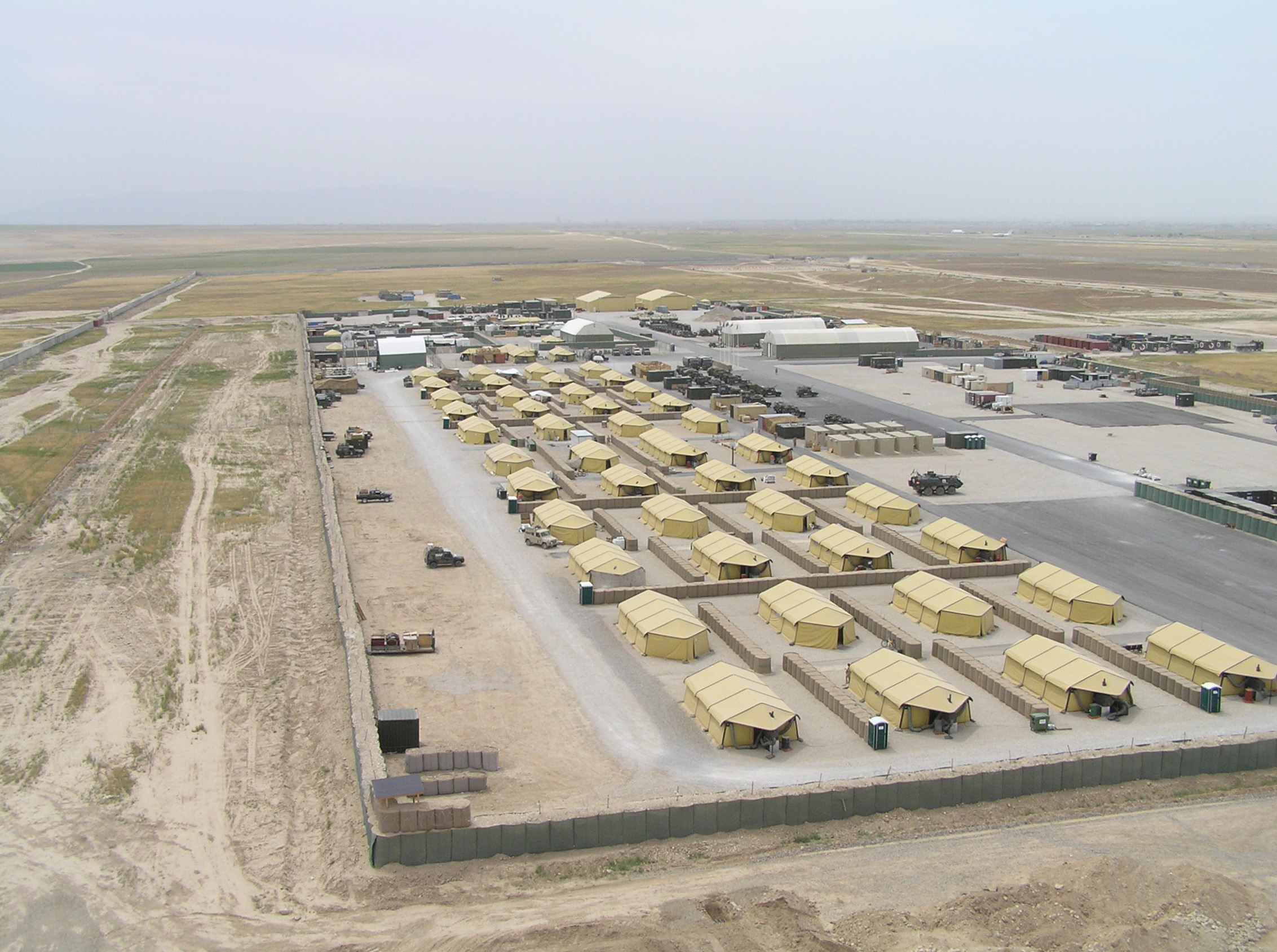
PRTに使用されているアフガニスタンの軍事基地のひとつ、北部マザーリシャリーフ近郊のキャンプ・マーマル（camp marmal）

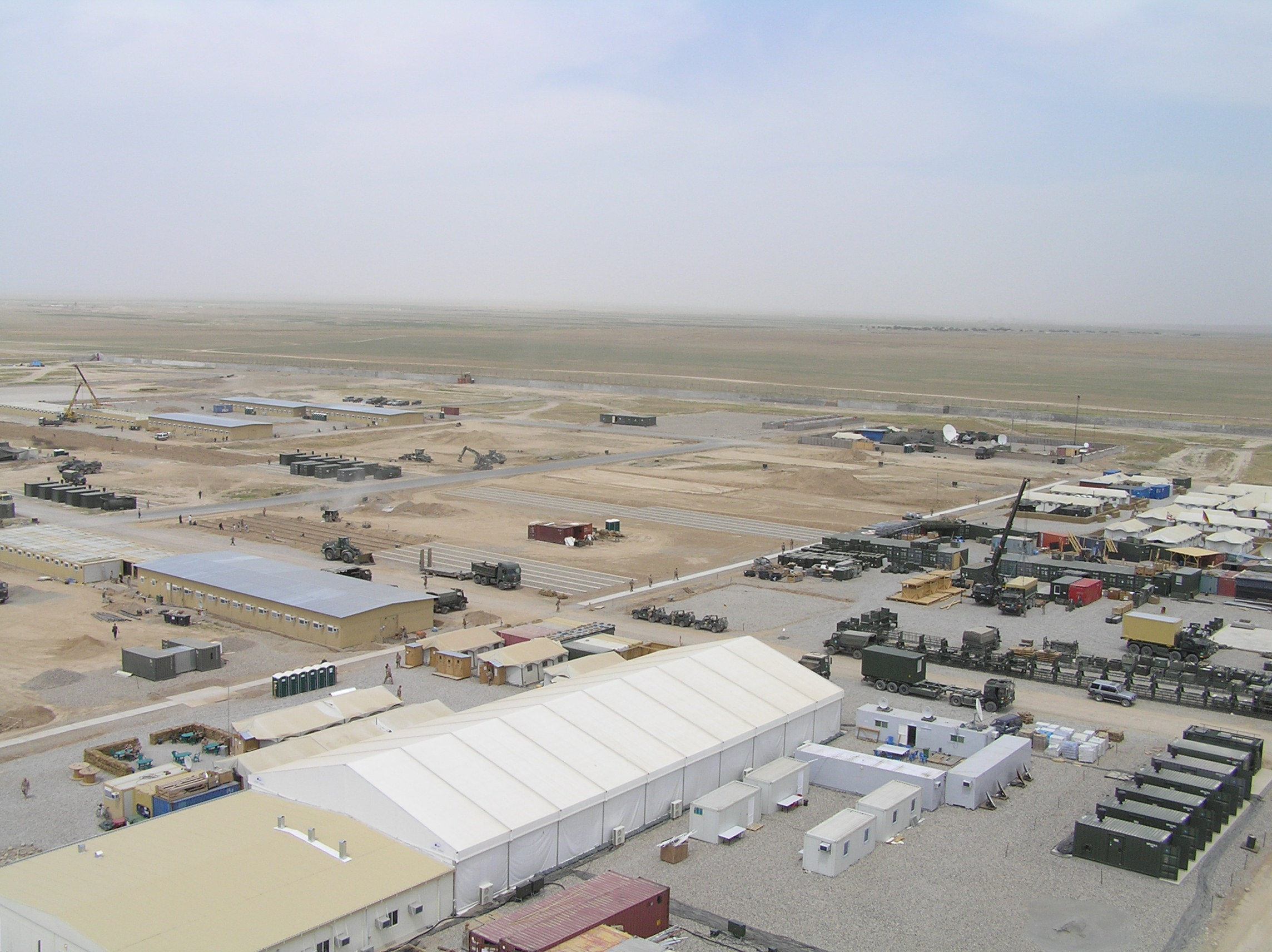
建設中のキャンプ・マーマル

本部はマザーリシャリーフにあり、ドイツ連邦陸軍が統率する。5つのPRTがその指揮下にある。
- PRT マザーリシャリーフ（スウェーデン）
- PRT クンドゥーズ（ドイツ、ベルギー=ルクセンブルク）[4]
- PRT マイマナ（ノルウェー、ラトヴィア）[5]
- PRT ファイザーバード（ドイツ、デンマーク）
- PRT プリ・フムリ/バグラン（ハンガリー）

### 西部方面司令部
本部はヘラートにあり、イタリア軍が統率する。2008年11月の時点で4つのPRTが指揮下にある。
- PRT ヘラート（イタリア）[6]
- PRT チャフチャラーン（リトアニア）[7]
- PRT ファラー（米国）
- PRT カライナウ（スペイン）

### 南部方面司令部
2006年7月31日、ISAFがアフガニスタン南部における指揮権を引き継いだ。本部はカンダハールにある。2006年11月1日、オランダ軍がカナダ軍より指揮権を引き取った。ここでは4つのPRTが指揮下にある。
- PRT カンダハール（カナダ）
- PRT タリンコウト（オランダ、オーストラリア）
- PRT カラート（米国、ルーマニア）
- PRT ラシュカルガー（イギリス、デンマーク、エストニア）（ヘルマンドPRTとしても知られる）

### 東部方面司令部／第82統連合任務部隊（米国）
2006年10月5日、ISAFはアフガニスタン東部の全PRTの指揮権も引き継いだ。本部はバグラムで、米軍が率いる。ジャララバード近郊の農村地帯で河川改修・用水路整備等の活動を行っているペシャワール会によれば、PRTの粗雑な護岸・用水路工事より整備された設備は早期に崩落し、事態を却って悪化させたと批判している。
- PRT アサダバード（米国）
- PRT バーミヤーン（ニュージーランド）
- PRT ワルダック（トルコ）
- PRT ローガル（チェコ）
- PRT ガルデズ（米国）
- PRT ガズニー（米国）
- PRT ジャラーラーバード（米国）
- PRT ホースト（米国）
- PRT ヌーリスタン（米国）
- PRT メタルラム（米国）
- PRT パルヴァーン・カーピーサー（米国、韓国）
- PRT シャラン（米国）
- PRT パンジシール（米国）

## イラクのPRT
イラクのPRTのコンセプトは、2005年にアフガニスタンから持ち込まれた。その年には10のPRTがニーナワー県、タミーム県、サラーフッディーン県、ディヤーラー県、バスラ県（イギリス）、ジーカール県（イタリア）、アルビール県（韓国）、バグダード県、アンバール県、バービル県で設立された。2007年のイラク戦争への米軍の増派の一部として、PRTの数がイラク全県をカバーするために拡大された。さらに、サブ・プロヴィンシャルレベルの自治体と連繋するために活動するePRTがある。2008年までに、13のePRTを含む31のPRTがイラク中に創設された。